# Kung Fu: Die Tochter des Meisters
Kung Fu: Die Tochter des Meisters (chinesisch 武当, Pinyin wǔdāng) ist ein chinesischer Actionfilm aus dem Jahr 1983. Er wurde vom Changchun Film Studio produziert. Gedreht wurde der Film unter anderem im Wudang-Gebirge. Regie führte Sha Sun.

## Handlung
Im 19. Jahrhundert ziehen Schaukämpfer der japanischen Samurai-Krieger durch China. Sie treten zu Kämpfen gegen örtliche chinesische Kung-Fu-Meister an. Doch diese Kämpfe sind eine Farce, die Sieger stehen schon vorher fest. Die Japaner wollen mit dieser Tournee nur ihre Überlegenheit gegenüber dem Reich der Mitte demonstrieren. Eindrucksvoll sollen die Chinesen besiegt und gedemütigt werden. Brutal treten die Samurai auf, missachten die Ehre des Landes und schaffen sich durch ihre Arroganz Feinde in der chinesischen Bevölkerung.
Bei einem der Schaukämpfe tritt der große Meister Chen an. Er ist einer der wenigen, die die hohe Kampfkunst des Wu-Dang beherrschen, denen die Japaner nicht gewachsen sind. So kommt es, dass Chen seine Gegner besiegen kann. Kurz darauf jedoch wird er von einem chinesischen Kollaborateur ermordet, und sein angehender Schwiegersohn wird bei einem Schaukampf von seinem japanischen Gegner tödlich verwundet. Seine Tochter Xuejiao schwört daraufhin bittere Rache und fasst einen kühnen Plan. Sie will in die Wudang-Berge gehen, in denen zurückgezogen in einem Kloster ein alter Freund ihres Vaters lebt, der sie die Kampfkunst lehren soll, um die Japaner zu schlagen.
Sie begibt sich auf eine gefährliche Reise, denn sie wird verfolgt. Chinesische Kollaborateure wollen sie töten, um damit die ganze Sippe Chen auszulöschen. Nach etlichen Entbehrungen erreicht Xuejiao die Berge und trifft auf den alten Meister, der sie bei sich aufnimmt. Nun beginnt das harte Training, in dem nicht nur der Körper Xuejiaos gefordert wird, sondern das auch ihren Geist und Charakter formt.
Schließlich ist es soweit: Sie schleicht sich zurück in ihre Stadt und tritt bei einem der Schaukämpfe gegen japanische Samurai an. In mehreren Kämpfen schlägt Xuejiao die Samurai vernichtend. Bei einem anschließenden Kampf wird der Mörder ihres Vaters getötet. Die Samurai müssen ihre schmachvolle Niederlage eingestehen und kehren auf Befehl ihres Meisters nach Japan zurück.

## DVD
Der Film erschien im März 2008 auf DVD unter dem Label der Euro Studios.
Diese DVD enthält beide deutsche Fassungen (DDR-Kino und ZDF).